# Bieleckie
Bieleckie – część wsi Borysik położona w Polsce, w województwie lubelskim, w powiecie włodawskim, w gminie Urszulin.
W latach 1975–1998 Bieleckie należało administracyjnie do województwa chełmskiego.